# ほつれ髪の女
『ラ・スカピリアータ』いわゆる『ほつれ髪の女』（伊: La Scapigliata, 英: The Lady with Dishevelled Hair）は、盛期ルネサンスのイタリアの巨匠レオナルド・ダ・ヴィンチが1506年から1508年頃に制作した未完成の絵画である。油彩。この絵画は髪が乱れた下を見つめている名前の明らかでない女性を描いており、その魅惑的な美しさ、神秘的な態度、熟達したスフマートのために賞賛されている。現在はパルマ国立美術館に所蔵されている。
絵画の帰属、主題、制作年、来歴、制作意図について真の合意は得られていない。帰属は今なお議論の余地があり、何人かの研究者がこの作品をレオナルド・ダ・ヴィンチの弟子に帰している。主題に関しては未完成の聖アンナの絵画の下絵であるとか、ロンドンのナショナル・ギャラリー版の『岩窟の聖母』あるいは失われた作品『レダと白鳥』の習作などの説があるが、いずれも広く受け入れられていない。
絵画が歴史に現れたのはパルマの芸術家ガエターノ・カッラーニのコレクションがパルマ美術アカデミーに売却された1826年であるが、絵画が存在した証拠は1531年までさかのぼることができる。ほとんどの研究者はレオナルド・ダ・ヴィンチの作品と見なし、様々な主要な展示会でもレオナルド・ダ・ヴィンチの作品として記載されている。

## 名称
正式な題名はなく、女性の乱れた波打つ髪と関連して『ラ・スカピリアータ』（ほつれ髪の女）というニックネームで最もよく知られている。これに加えて『女性の頭部』（Head of a Woman）、『若い女性の頭部』（Head of a Young Woman）、『若い女の子の頭部』（Head of a Young Girl）、『女性の頭部と肩』（Head and Shoulders of a Woman）、『乙女の肖像』（Portrait of a Maiden）および『女性の頭部』（Female Head）を含む様々な名前で知られている。

## 概要

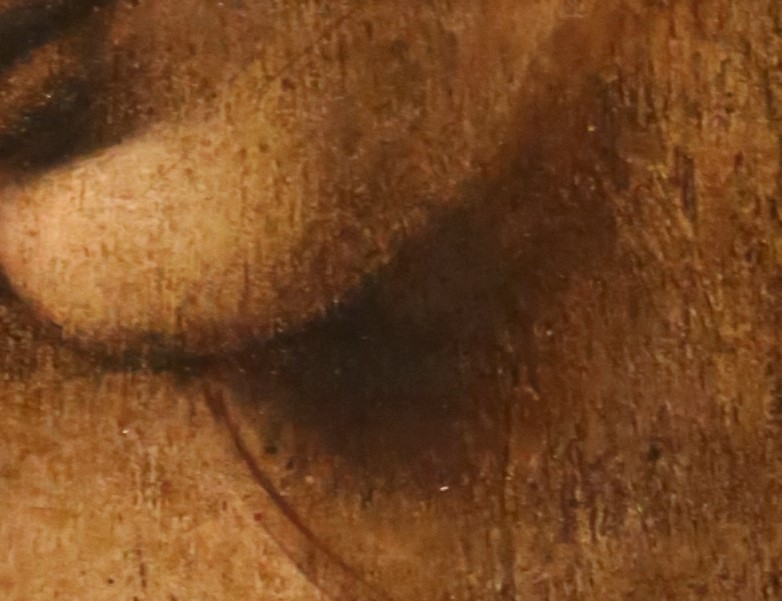
『ほつれ髪の女』におけるスフマートのディテール。

作品の意図は不明であり、下絵、素描、絵画とも呼ばれている。絵具を使用しているため絵画として描写されているが、研究者たちは下絵や素描のような特徴について、しばしば『東方三博士の礼拝』や『荒野の聖ヒエロニムス』などの初期の作品だけでなく、『聖アンナと聖母子と幼児聖ヨハネ』のような後期の作品とも類似していると議論を続けている。美術史家カルメン・バンバッハは「筆による素描」または「絵具を使った下絵」と表現すべきだと示唆している。
絵画は24.6 cm × 21.0 cm（9.7in × 8.3in）の小さなポプラ材のパネルに、油、顔料のアンバー、鉛白を使用して描かれている。サイズはレオナルドに帰属するすべての絵画の中で最小である。大雑把に描かれた髪が背後の風で乱れ、視線を優しく下に向けている若い女性の顔の輪郭を描いている。女性の半分閉じた瞳は外界や鑑賞者を見ていない。一方、彼女の口はやや『モナ・リザ』を思わせる曖昧な微笑みを作っている。絵画の大部分を占めるのは彼女の顔であり、それ以外の背景など残りの部分は下塗りされているがほとんど筆は入っていない。顔とそれ以外の部分の違いはスフマートの制御によって効果的にブレンドされている。美術史家アレクサンダー・ナーゲル（Alexander Nagel）はスフマートが筆致あるいは筆の跡を隠す影になっていると指摘している。またナーゲルはあごの左側など、周囲の注意深い照明で影がどのように和らげられているかも指摘している。未完成の部分と完成した部分のコントラストは大変に魅力的であり、絵画が不完全ではなく、意図的に未完成のままにされたのではないかという憶測を生んでいる。
主題についても不明であり、未だ説得力のある説は出されていない。一説によるとレオナルドの失われた絵画『レダと白鳥』の習作ともされているが、『ほつれ髪の女』の女性よりも精巧な髪型で描かれたレダの複製が現存するため疑問視されている。他の主張では『聖アンナと聖母子と幼児聖ヨハネ』と同様の完成しなかった聖アンナの素描、あるいはロンドン版の『岩窟の聖母』の習作としている。パルマ国立美術館の学者によると、絵画の主題は匿名の女性である可能性がある。

## 帰属

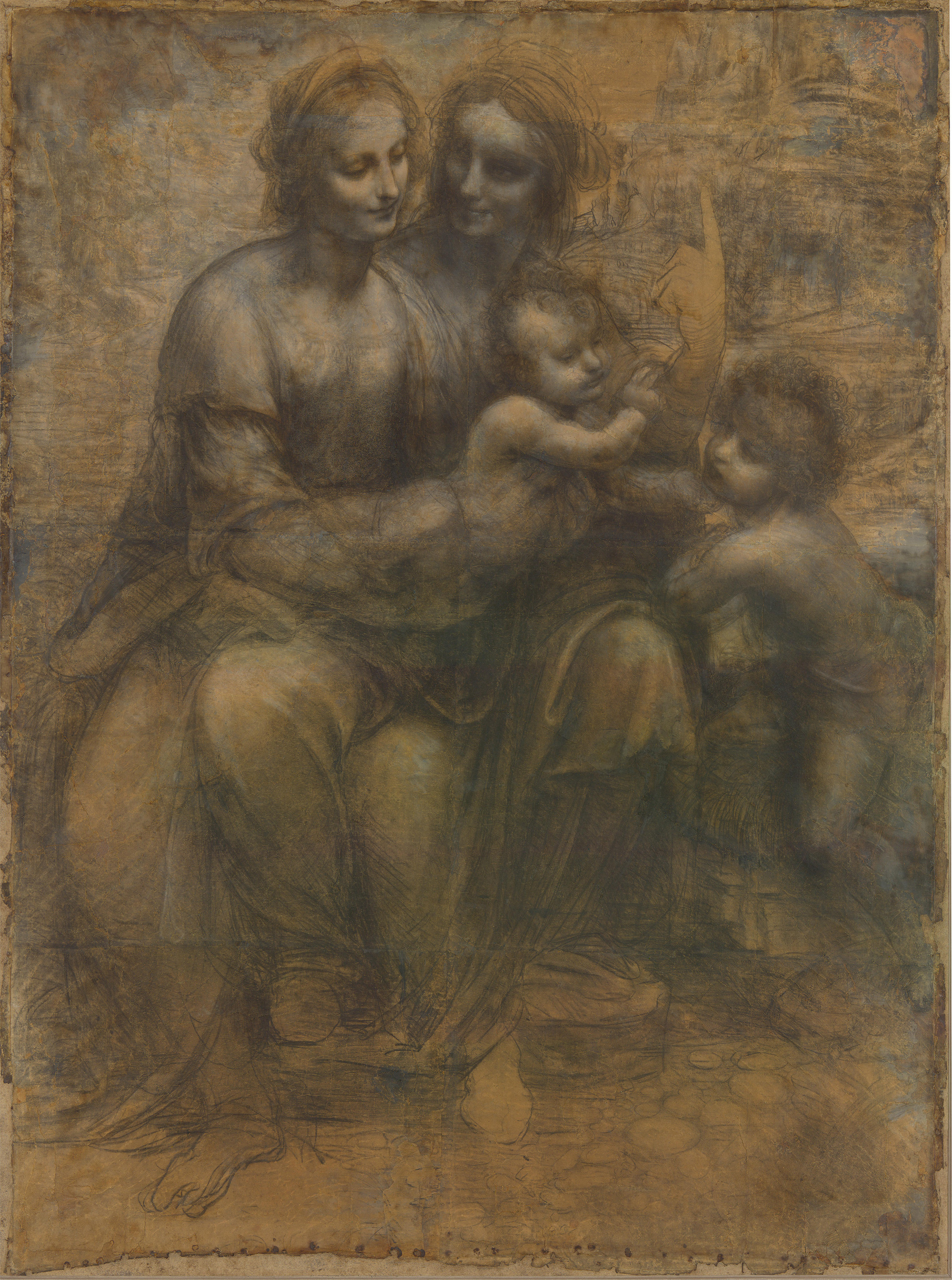
『ほつれ髪の女』はレオナルド・ダ・ヴィンチのカルトン『聖アンナと聖母子と幼児聖ヨハネ』ほぼ同時期に制作されたと考えられている。

現代の研究者は『ほつれ髪の女』がレオナルド・ダ・ヴィンチの作品であることに一般的に同意している。帰属は『ジネーヴラ・デ・ベンチの肖像』、『音楽家の肖像』、『白貂を抱く貴婦人』、『洗礼者聖ヨハネ』のような、他のレオナルドの絵画ほど広く受け入れられてはおらず、何人かの美術史家から無視され、多くの人はそれにコメントすることさえ控えている。美術史家のマーティン・ケンプとフランク・ツェルナーはレオナルドの絵画のカタログから作品を除外し、美術館のキュレーターであるルーク・サイスンはレオナルドの多くの弟子の1人によるものと提案している。
帰属に関する疑いは最近のものではなく、1896年にパルマ国立美術館の館長コッラード・リッチは、元の所有者であるガエターノ・カッラーニの偽造と主張したが、「レオナルド派」に再帰属した。1924年にこの主張に異議を唱えたのは美術史家アドルフォ・ヴェントゥーリであった。ヴェントゥーリは作者がレオナルドであると主張し、ゴンザーガ家と結びつけようとした証拠を明らかにした。レオナルド・ダ・ヴィンチへの帰属はさらに、この絵画をパトロンであったイザベラ・デステと結びつけたカルロ・ペドレッティによって主張された。それ以来、ほとんどの学者はレオナルドの直筆の作品であると認めているが、美術史家ジャック・フランク（Jacques Franck）などの現代の批評家はその信憑性に疑問を抱き続けている。フランクは女性の不規則なプロポーションと奇妙な形の頭蓋骨を疑問視し、弟子のジョヴァンニ・アントーニオ・ボルトラッフィオの絵画であると提案した。また彼女は『ほつれ髪の女』とボルトラッフィオの作品『聖母と幼児キリストの頭部』との類似を指摘している。レオナルドの別の弟子であるベルナルディーノ・ルイーニも女性の顔の描写に基づいて作者として提案されている。ルーヴル美術館（2003年）、ミラノ（2014年–2015年）、ニューヨーク（2016年）、パリ（2016年）、ナポリ（2018年）、ルーヴル美術館（2019年–2020年）での主要な展覧会では、すべてレオナルドの作品として展示されている。

## 制作年
絵画の年代は通常、レオナルド・ダ・ヴィンチの他の作品、すなわち『聖アンナと聖母子と幼児聖ヨハネ』およびロンドンの『岩窟の聖母』の様式との類似性に基づいて1506年から1508年頃とされる。2016年にバンバッハはレオナルドがフィレンツェの公職にあったアゴスティーノ・ヴェスプッチから委託されたと信じていたため、絵画の年代を1500年から1505年頃とした。

## 来歴

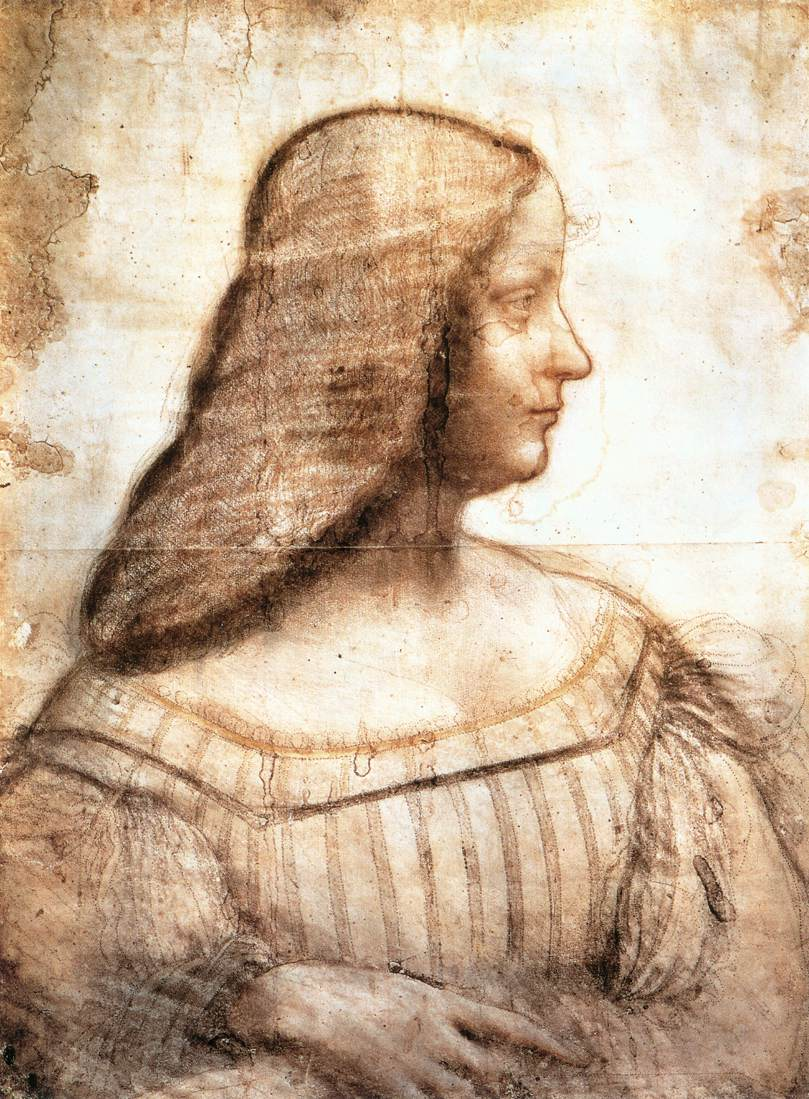
『イザベラ・デステの肖像』。レオナルド・ダ・ヴィンチによる『ほつれ髪の女』のパトロンとして提案された。ルーヴル美術館所蔵。

発注の記録は残されていないが、絵画からうかがえる親密さは個人的なパトロンのために描かれたことを示唆している。バンバッハはアゴスティーノ・ヴェスプッチがレオナルドに作品を制作するよう依頼した結果かもしれないと信じている。より広く受け入れられている説では、レオナルドの有名なパトロンで、ゴンザーガ家の一員であり、1501年に書斎の聖母画をレオナルドに依頼したイザベラ・デステによって発注されたとしている。イザベラはおそらく息子フェデリーコ2世・ゴンザーガに、マルゲリータ・パレオロガとの結婚式のために絵画を贈っている。これはゴンザーガ家の秘書イッポリト・カランドラ（Ippolito Calandra）が、1531年の手紙の中で『ほつれ髪の女』と非常によく似た特徴の絵画をフェデリコ2世とマルゲリータの寝室に飾るよう提案していることから明かである。1531年のドゥカーレ宮殿のゴンザーガ家の美術コレクションの目録にも『ほつれ髪の女』らしき絵画が記録されている。1627年の別の目録はほぼ確実に『ほつれ髪の女』を参照している。記録は「レオナルド・ダ・ヴィンチによる･･･髪を振り乱した女性の頭部が描かれている」と説明しており、名前の由来となった可能性がある。この記録は問題の絵画が1626年から1627年にイングランド国王チャールズ1世に売却されたゴンザーガ家の大規模な絵画コレクションの中に含まれていなかったことを意味している。しかし1630年7月、神聖ローマ皇帝フェルディナント2世の報復で、36,000人の帝国軍の傭兵部隊（ランツクネヒト）が都市を略奪したときに盗まれたらしい。
絵画が次に現れるのは19世紀である。最初の確実な記録はパルマの芸術家ガエターノ・カッラーニの息子フランチェスコ（Francesco Callani）が父のコレクションをパルマ美術アカデミーに売りに出した1826年である。アカデミーのギャラリーの館長パオロ・トスキに宛てたコレクションの目録に『ほつれ髪の女』は「キアロスクーロで描かれた聖母の頭部」として現われている。この売却は、おそらく1773年から1778年のミラノ滞在のある時点でガエターノ・カッラーニのコレクションに入ったことを意味するが、絵画がミラノにあったことを除いて、それ以前の所在に関する情報はない。1839年の売却で『ほつれ髪の女』はパルマのパラティーナ美術館（現在のパルマ国立美術館）に入り、「レオナルド・ダ・ヴィンチによる頭部」として記載され、トスキによって「今日見つけ出すことが非常にまれな作品」と説明された。それ以来、絵画はパルマ国立美術館に所蔵されている。

## 解釈
作品の本来の目的と意図について多くの説が出されており、パルマ国立美術館は作品の「着彩された素描」の態度の曖昧さに原因があると示唆している。メトロポリタン美術館の研究者たちは、彫刻的で緻密な顔と、断片的な髪、両肩、首とのコントラストが、強さと自由との同様のコントラストを呼び起こしていると特筆している。パルマ国立美術館の研究者たちはこのコントラストを力強くありながら優雅な女性らしさの表現と解釈している。

本作品はレオナルド風のスフマートの頂点として認められている。ナーゲルは見事な明暗の注意深いディテールを特筆している。ナゲールは『ほつれ髪の女』をレオナルドの師アンドレア・デル・ヴェロッキオによる頭部の習作と比較し、描影法に注意を向けて同様のアプローチであること、そしてヴェロッキオの女性の頭部の習作とレオナルドの『ほつれ髪の女』の両方がパネルの縁が存在することを「熟知している」ように見えることを認めている。彼は次のように結論づけている。
2016年にバンバッハは『ほつれ髪の女』が大プリニウスの『博物誌』の逸話に触発された可能性があることを示唆した。大プリニウスは未完成であるにもかかわらず賞賛された、古代ギリシアの画家アペレスのコス島のヴィーナスの胸像の魅力と美しさについて言及している。バンバッハはレオナルドとアペレスの物語の両方に言及しているアゴスティーノ・ヴェスプッチのメモを引用して、『ほつれ髪の女』はアペレスと同じ方向の作品を求めたヴェスプッチの依頼で制作され、レオナルドもまたアペレスに触発されたと主張している。